# Balti (popolo europeo)

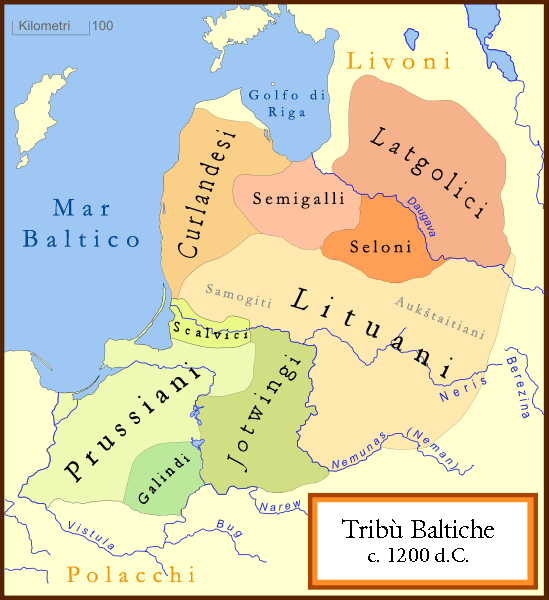
Distribuzione delle tribù baltiche, XIII secolo. I Balti orientali sono segnalati con tonalità del marrone, mentre i Balti occidentali con tonalità del verde. I confini sono approssimativi.

I Balti o Baltici (in lettone: balti, in lituano: baltai, in latgolico: bolti), definiti come coloro che parlano una delle lingue baltiche, sono un ramo dei popoli di origine indoeuropea, discendenti di un gruppo di tribù indoeuropee che si stabilirono nell'area oggi compresa tra la Polonia, la Russia, l'Estonia e la Finlandia, più precisamente tra il basso corso della Vistola e la Daugava e il Dnepr, sulle coste sud-orientali del mar Baltico.
La grande quantità di laghi e paludi in quest'area isolò i Balti, e il risultato di questo isolamento è l'alto tasso di arcaicismi e di caratteristiche conservative nelle lingue baltiche. Tra i popoli baltici si annoverano i lituani, i lettoni e i latgolici, tutti balti orientali, così come le culture baltiche occidentali dei Pruzzi, gli jatvingi e i galindi, al giorno d'oggi completamente estinti.

## Etnonimo
ll termine "balti" deriva dal mar Baltico, il cui nome è relativamente recente. Tacito, nel I secolo, chiamava il mar Baltico "Mar Suebicum" dalla tribù germanica degli Suebi; veniva anche chiamato "Mar Sarmaticum" (da "Sarmati"). Adamo da Brema, vissuto nell'XI secolo, sembra sia stato il primo a chiamarlo “Mare Balticum”. Comunque il nome "baltico" cominciò a essere predominante solo dopo il XVI secolo. Le popolazioni germaniche l'hanno sempre chiamato, nelle varie lingue, "mare dell'Est"; oggi solo in inglese viene chiamato "Baltic Sea". L'etimologia è incerta, ma pare derivi dalla radice indoeuropea *belt (cintura; il balteus era la cintura dei soldati romani). Adamo da Brema stesso descriveva il mar Baltico come una cintura.
Il termine balti per i popoli fu creato dal linguista tedesco Georg Nesselmann nel 1845, per descrivere i gruppi etnici simili fra loro che vivevano vicino al mar Baltico.

## Storia

### Preistoria
La culla preistorica dei popoli baltici, secondo le ricerche paleogenetiche e gli studi archeologici, fu la zona tra il mar Baltico e l'Europa centrale tra la fine dell'ultima era glaciale e l'inizio del mesolitico. Si diffusero nell'area dal Baltico fino al fiume Volga a est. La culla dei popoli slavi fu, molto probabilmente, la regione tra Cracovia e il Danubio, vicina alle zone di origine dei Balti. Gli Slavi si espansero nella pianura ucraina del Dnepr nel VI secolo d.C., dopo l'invasione degli Avari, conquistando e assimilando la maggior parte degli Slavi orientali. Secondo alcune vecchie teorie, l'area di formazione dei Balti si trovava, fino alla fine del secondo millennio a.C. vicino all'alto e medio corso del Dnepr, nell'odierna Ucraina, dove si riteneva che si fosse stabilita un'ipotetica proto-comunità balto-slava, cioè un popolo comune che in seguito si fosse scisso e avesse dato origine agli odierni balti e slavi. All'inizio del primo millennio a.C., vari gruppi migrarono sulle coste del mar Baltico, e si stabilirono tra il fiume Pasłęka e il fiume Nemunas. Non è chiaro se sia stata questa migrazione a dare origine alle tribù baltiche.
Vari studiosi, come Būga, Vasmer, Toporov e Trubachov, nel condurre studi etimologici sui nome dei fiumi dell'Europa orientale, sono stati in grado di identificare in alcune regioni nomi di provenienza tipicamente baltica, cosa che indica che molto probabilmente i Balti vivessero in tali zone in tempi preistorici. Queste informazioni sono riassunte e sintetizzate da Marija Gimbutas nel suo I balti (1963) per ricavare una possibile Urheimat per i proto-balti. I confini di tale zona sono approssimativi: da una linea sulla costa pomerana verso est per includere o quasi i moderni siti di Varsavia, Kiev e Kursk, e poi verso nord attraverso Mosca fino al fiume Berža, e da qui verso ovest in una linea irregolare fino alla costa del golfo di Riga, a nord di Riga.
Questa zona include tutte le zone dove è noto storicamente che siano risiedute popolazioni baltiche e ogni luogo dove si pensa che si siano stanziati in differenti periodi di tempo. L'occupazione baltica della Russia occidentale, ad esempio, si ritiene sia avvenuta nel IV secolo d.C.
Nei primi secoli d.C., le tribù baltiche si stanziarono nell'area tra la Vistola e la Daugava. La loro cultura si riconosce facilmente e molto probabilmente essi erano gli antenati delle tribù baltiche occidentali (antichi prussiani, jotvingi, galindi, scalvici e curoniani), come delle tribù baltiche orientali (lituani, semigalli e latgolici).
La cultura proto-baltica che rimase nella zona del Dnepr, comunque, mantenne una somiglianza significativa con la sua controparte sulle coste baltiche, ed era simile inoltre alla cultura di altri popoli che abitavano le foreste dell'Europa orientale, quasi completamente slavizzati tra il VII e il X secolo d.C.

### Le testimonianze storiche
Tradizionalmente l'ingresso nella storia dei balti viene fatto risalire al XII-XIII secolo, cioè con l'inizio delle Crociate del Nord e la nascita dello Stato lituano (metà XII secolo). Qualche documento scritto più antico che parla di questi popoli è stato tramandato da viaggiatori o dai primi missionari. Nel De origine et situ Germanorum, del 98 d.C., Tacito parla degli "Aistian" o "Aesti", gente che viveva sulla costa orientale del mar Baltico, come gli unici raccoglitori di ambra. Così scrive: «hanno i costumi e l'aspetto esteriore dei Suebi, ma parlano una lingua più simile a quella britannica. Venerano la madre degli dei; come simbolo della loro fede religiosa portano amuleti a forma di cinghiale: questi, protezione di ogni pericolo al posto delle armi rendono il fedele della dea sicuro anche in mezzo ai nemici. Coltivano il frumento e gli altri prodotti della terra con maggiore impegno rispetto all'usuale inerzia dei Germani. Raccolgono tra i flutti e sulle spiagge l'ambra che chiamano "gleso"». Nella traduzione di Alfredo il Grande delle Storie contro i pagani di Paolo Orosio si parla dei viaggi di Wulfstan di Hedeby il quale, navigando fino alla bassa Vistola, ha descritto la terra degli "Aisti" (da lui chiamata "Eastland", "Estum"), come molto vasta e contenente molte città, ciascuna con il proprio re. Scrive inoltre: «hanno combattuto numerosi scontri tra di loro. Il re e gli uomini più ricchi bevono latte di giumenta, i poveri e gli schiavi idromele. Non c'era birra prodotta tra di loro, è sufficiente l'idromele». I primi missionari cristiani che sono entrati nelle terre degli antichi Prussiani di solito li definivano come «pagani testardi». «I Prussiani sono per la maggior parte delle persone non crudeli [homines humanissimi]», ha scritto invece Adamo da Brema intorno al 1075, che ha aggiunto anche: «escono per aiutare coloro che sono in pericolo in mare o che sono attaccati dai pirati. Molte cose lodevoli si potrebbero dire questi popoli rispetto alla loro morale, se solo avessero fede in Cristo, di cui i missionari hanno crudelmente perseguitato. Per loro mano Adalberto, il vescovo illustre dei Boemi, fu incoronato con il martirio. Anche se condividono tutto il resto con il nostro popolo, essi ci vietano solo l'accesso ai loro boschetti e sorgenti che loro asseriscono essere contaminati dall'ingresso dei cristiani. Questi uomini sono di colore blu, rubicondi in viso, e dai capelli lunghi. Vivono, inoltre, nelle paludi inaccessibili, non sopportano un padrone tra di loro».

### Invasioni
Nel XII e nel XIII secolo, lotte interne, così come le invasioni dei ruteni e dei polacchi, e in seguito l'espansione dell'Ordine Teutonico, ebbero come effetto il totale annichilimento dei galindi, dei curoniani e degli jotvingi. L'ultima parte degli antichi prussiani venne germanizzata nel XVI secolo, dopo la Riforma protestante in Prussia. Le culture dei lituani e dei latgolici/lettoni sopravvissero e divennero i predecessori delle moderne nazioni di Lituania e Lettonia.

#### Ricerche genetiche
Recentemente, alcune nuove ricerche sperimentali hanno analizzato il patrimonio genetico degli attuali abitanti dei Paesi baltici baltofone, evidenziando più affinità con estoni e mari, linguisticamente ugro-finnici, che con gli altri indoeuropei presenti nell'area slavi. Sulle implicazioni storiche di queste ricerche, se confermate, il dibattito tra gli specialisti è ancora aperto.

## Popoli e tribù baltiche

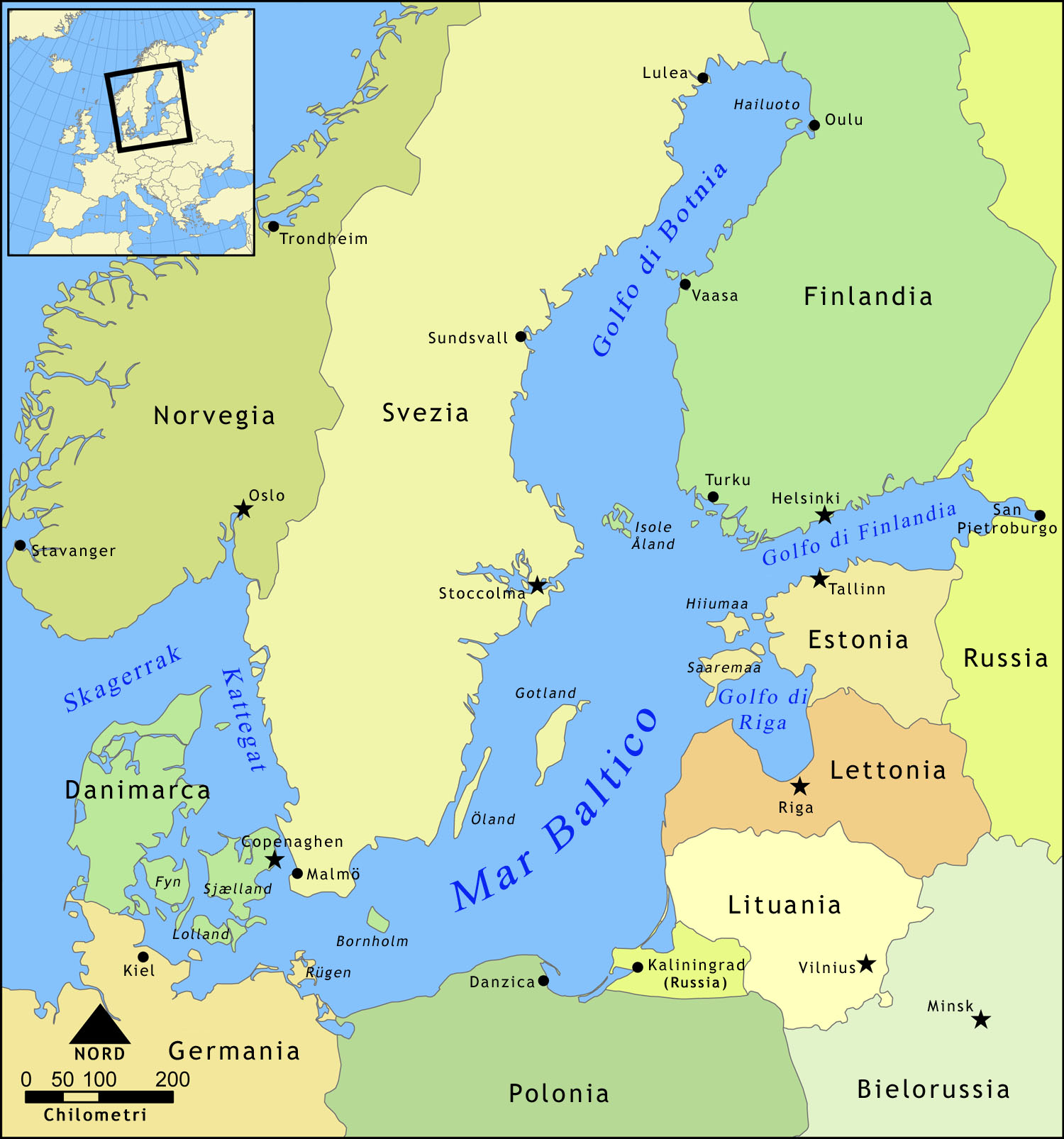
Mappa del Mar Baltico

- Lituani
- Lettoni
- Letgalli
- Curoniani (Kursi) †
- Kursenieki
- Prussiani antichi †
- Prussiani lituani
- Samogiti
- Semigalli †
- Jatvingi †
- Selonici †
- Nadruviani †
- Scaloviani †
- Galindi orientali †
- Balti del Dnepr †
- Balti pomerani †

† Estinti